# Amphiporeia lawrenciana
Amphiporeia lawrenciana is een vlokreeftensoort uit de familie van de Bathyporeiidae. De wetenschappelijke naam van de soort is voor het eerst geldig gepubliceerd in 1929 door Clarence Raymond Shoemaker.